# Raquel Rastenni
Raquel Rastenni (Copenhague, 21 de agosto de 1915-Skodsborg, Selandia, 17 de agosto de 1998), nacida Anna Rachel Rastén, fue una popular cantante danesa. Nacida en Copenhague, creció en un pequeño apartamento en la zona pobre del centro de la ciudad. Sus padres eran unos judíos de origen ruso que habían emigrado a Dinamarca a inicios del siglo XX. Su padre era sastre y su madre costurera.

## Carrera
Comenzó su carrera como bailarina en un espectáculo en Elsinor en 1936 y debutó como cantante en 1938, año en el que por primera vez cantó en la radio. Cantó con diferentes orquestas a principios de los años 40 y formó su propio trío de swing. El mismo año lanzó su primer disco. Hizo giras durante esos años por Suecia.
Como judía, abandonó Dinamarca en octubre de 1943 con su familia, cuando el país fue ocupado por los nazis, como miles de judíos daneses en lo que se conoce como el Rescate de los judíos daneses. Pasó el resto de la Segunda Guerra Mundial en Suecia donde continuó su carrera con éxito, actuando con orquestas con las cuales continuó teniendo éxito, presentándose además en cabarets y en teatros de variedades. Su estilo al cantar jazz ha sido comparado al de Ella Fitzgerald.
Volvió a Diamarca en 1945 y en los años siguientes se convirtió en la principal cantante de Dinamarca de baladas.  Entre sus éxito están Vovsen i vinduet («Perrito en la ventana») en 1953 y Heksedansen («Baile de brujas») en 1960. Su canción más vendida fue Hele ugen alene («Siete días de soledad») en 1953, que vendió más 120.000 copias. Fue la primera artista danesa en conseguir un disco de oro. Consiguió numerosos premios a lo largo de su carrera.
Además de sus discos en danés, tambión grabó en sueco, yidis y hebreo.
Tras calificarse en el Dansk Melodi Grand Prix representó a Dinamarca en el Festival de la Canción de Eurovisión 1958 donde cantó Jeg rev et blad ud af min Dagbog (Arranqué una página de mi diario), quedando en octava posición.  
Participó una vez más en el Danish Melodi Grand Prix, cantando a dúo con Grethe Sønck la canción Hjemme hos os («En nuestra casa»).
A finales de la década de los 80 se retiró de la vida pública. Murió en Skodsborg en el norte de Selandia cuatro días antes de su 83 cumpleaños.